# Víctor Espinoza (futbolista)
Víctor Espinoza Villalba (Tacna, 26 de agosto de 1923 - Ibídem, 22 de noviembre de 2011) fue un futbolista peruano que se desempeñaba en la posición de centrodelantero, era conocido como Ariete en Universitario y Cara de Gallo por sus amigos. Sus padres fueron Pedro Espinoza y Aurelia Villalba.
Surgido de las inferiores del Universitario de Deportes, hizo su debut en la Primera División de Perú en el año 1943 e integró las filas del equipo «merengue» durante 7 años, hasta que fue trasferido a Mariscal Sucre y Unión Callao respectivamente, retirándose en este último del fútbol profesional a la prematura edad de 29 años.
Con el equipo «crema» conquistó un total de 5 títulos, entre los cuales destacan tres títulos de Primera División, el Campeonato de Apertura de 1945 y el Campeonato de Apertura de 1946.
Formó uno de los quintetos de delantera más recordadas de la historia del club, junto con Lolo Fernández, Eduardo Fernández, Jacinto Villalba y Gilberto Torres. 
Convirtió un total de 70 goles y se encuentra entre los máximos goleadores en la historia del club. Es considerado un ídolo «crema» de la década de los 40'.
Falleció el 22 de noviembre del año 2011 a los 88 años en Lima. Estuvo casado con Doña Cesárea Oblitas Lujan.

## Biografía

### Universitario de Deportes (1943-1950)
Surgido de las divisiones inferiores de Universitario. Su debut como futbolista profesional se dio el 30 de octubre de 1943 en la derrota (1-3) contra Sport Boys, donde marcó un gol con el que su equipo se había puesto en ventaja en el marcador (2-1). En ese año terminó jugando 5 partidos, todos por el campeonato local. Al siguiente año empezó a tener más rodaje en el primer equipo y terminó jugando 14 partidos y marcando 16 goles. En este torneo, marcó por primera vez en un clásico (3-1 contra Alianza Lima). En dicho torneo logró por primera vez meter 4 goles en un partido, en el ajustado 5-4 contra Mariscal Sucre. También, en ese año, marcó otro gol: uno contra el máximo rival Alianza Lima por el Torneo Apertura (victoria 3-2) En 1945 salió campeón del torneo local, logrando así su primer título como futbolista, convirtiendo 10 goles en 14 partidos. Los goles más importantes hechos en ese torneo fueron los concretados ante Sport Boys en la cuarta fecha del campeonato que sirvieron para que su equipo se distanciara del equipo rosado, que se encontraba disputando la punta junto al equipo crema. En ese año, por el Torneo Apertura, marcó 1 gol en 3 partidos. En 1946 se coronó bicampeón nacional tras lograr nuevamente el campeonato local, donde jugó 20 partidos y metió 18 goles. En el campeonato de 1947 el equipo peleó la baja, así mismo el jugador bajaría su nivel, marcando 3 goles en 12 cotejos disputados. En el campeonato de 1949 salió campeón por tercera vez con el equipo crema, en el cual disputó 18 encuentros y marcó 17 goles. En 1950 disputó su último torneo en el club. Jugó 4 partidos y marcó 2 goles. Su último partido fue contra Centro Iqueño, en el empate 2-2.

## Clubes
| Club                      | País | Año         |
| ------------------------- | ---- | ----------- |
| Universitario de Deportes | Perú | 1943 - 1949 |
| Mariscal Sucre            | Perú | 1950 - 1952 |
| Unión Callao              | Perú | 1953        |

## Estadísticas
Datos actualizados al fin de la carrera deportiva.
| Universitario de Deportes · Perú                                                                     |               |               |     |    |    |    |     |    |
| 1.ª                                                                                                  | 1943          | 5             | 1   | -  | -  | 5  | 1   |    |
| 1.ª                                                                                                  | 1944          | 14            | 15  | 2  | 1  | 16 | 16  |    |
| 1.ª                                                                                                  | 1945          | 14            | 10  | 3  | 1  | 17 | 12  |    |
| 1.ª                                                                                                  | 1946          | 20            | 18  | 2  | 1  | 22 | 19  |    |
| 1.ª                                                                                                  | 1947          | 12            | 3   | 1  | 0  | 13 | 3   |    |
| 1.ª                                                                                                  | 1949          | 18            | 17  | -  | -  | 18 | 17  |    |
| 1.ª                                                                                                  | 1950          | 4             | 2   | 2  | 0  | 6  | 2   |    |
| 1.ª                                                                                                  | Total club    | 86            | 67  | 11 | 3  | 97 | 70  |    |
| Mariscal Sucre · Perú                                                                                |               |               |     |    |    |    |     |    |
| 1.ª                                                                                                  | 1948          | 22            | 10  | -  | -  | 22 | 10  |    |
| 1.ª                                                                                                  | 1951          | 17            | 8   | -  | -  | 17 | 8   |    |
| 1.ª                                                                                                  | 1952          | 15            | 3   | -  | -  | 15 | 3   |    |
| 1.ª                                                                                                  | Total club    | 54            | 21  | 0  | 0  | 54 | 21  |    |
| Unión Callao · Perú                                                                                  |               |               |     |    |    |    |     |    |
| 1.ª                                                                                                  | 1953          | 10            | 1   | -  | -  | 10 | 1   |    |
| 1.ª                                                                                                  | Total club    | 10            | 1   | 0  | 0  | 10 | 1   |    |
| Total carrera                                                                                        | Total carrera | Total carrera | 151 | 88 | 11 | 3  | 163 | 92 |
| (1) Incluye datos del Campeonato de Apertura (1945-1947) (2) No incluye goles en partidos amistosos. |               |               |     |    |    |    |     |    |

### Hat-tricks
| 1 | 23 de julio de 1944 | Nacional Stadium, Lima | Universitario - Mariscal Sucre |  | 5 - 4 | Primera División 1944 |

## Palmarés

### Campeonatos nacionales
| Título           | Club                      | País | Año  |
| ---------------- | ------------------------- | ---- | ---- |
| Primera División | Universitario de Deportes | Perú | 1945 |
| Primera División | Universitario de Deportes | Perú | 1946 |